# A. Leonard Allen

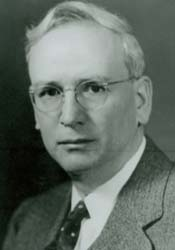
A. Leonard Allen, vor 1953

Asa Leonard Allen (* 5. Januar 1891 bei Winnfield, Louisiana; † 5. Januar 1969 ebenda) war ein US-amerikanischer Politiker. Zwischen 1937 und 1953 vertrat er den Bundesstaat Louisiana im US-Repräsentantenhaus.

## Werdegang
Leonard Allen besuchte die öffentlichen Schulen seiner Heimat und studierte danach bis 1914 an der Louisiana State University in Baton Rouge. Danach wurde er selbst für einige Jahre als Lehrer tätig. Zwischen 1914 und 1915 unterrichtete er an der Georgetown High School und danach bis 1917 an der Verda High School. Von 1917 bis 1922 war er Schulrat im Winn Parish. Nach einem anschließenden Jurastudium und seiner im Jahr 1922 erfolgten Zulassung als Rechtsanwalt begann er in Winnfield in diesem Beruf zu arbeiten. Dort war er auch einige Jahre lang als städtischer Anwalt tätig.
Politisch war Allen Mitglied der Demokratischen Partei. Im Juni 1936 nahm er als Delegierter an der Democratic National Convention in Philadelphia teil, auf der Präsident Franklin D. Roosevelt zum zweiten Mal als Präsidentschaftskandidat nominiert wurde. Bei den Kongresswahlen des Jahres 1936 wurde er im achten Wahlbezirk von Louisiana in das US-Repräsentantenhaus in Washington, D.C. gewählt, wo er am 3. Januar 1937 die Nachfolge von Cleveland Dear antrat, der nicht mehr kandidiert hatte. Nach sieben Wiederwahlen konnte er bis zum 3. Januar 1953 acht zusammenhängende Legislaturperioden im Kongress absolvieren. In diese Zeit fielen der Zweite Weltkrieg und der Beginn des Kalten Krieges. Zwischen 1943 und 1947 war Allen Vorsitzender des Committee on Census.
Im Jahr 1952 verzichtete Allen auf eine erneute Kandidatur. Nach seinem Ausscheiden aus dem US-Repräsentantenhaus zog er sich aus der Politik und dem öffentlichen Leben in den Ruhestand zurück. Er starb am 5. Januar 1969, seinem 78. Geburtstag, und wurde in Winnfield beigesetzt.